# 和歌山北警察署
和歌山北警察署（わかやまきたけいさつしょ）は、和歌山県警察が管轄する警察署の一つである。
識別章所属表示はWK（かつらぎ署、海南署、串本署も同様）。

## 所在地
- 和歌山県和歌山市松江北2丁目1-41

## 管轄区域
- 和歌山市北部の一部区域（旧・加太町、旧・西脇町、旧・木ノ本村、旧・松江村、旧・貴志村、旧・湊村、旧・野崎村、旧・楠見村）

鳴滝川以西かつ紀の川以北

## 沿革
- 1954年（昭和29年）7月1日 - 現行警察法施行により、和歌山警察署松江警部派出所として発足。
- 1956年（昭和31年）4月1日 - 和歌山西警察署松江警部派出所と改称。
- 1968年（昭和43年）4月1日 - 和歌山西警察署から独立して現在地に和歌山北警察署を新設。
- 1984年（昭和59年）1月18日 - 狭隘化により西側部分を増築。

## 組織
- 警務課
- 会計課
- 留置管理課
- 生活安全刑事課
- 地域課
- 交通課
- 警備課

## 交番
（ ）の中は所在地
- 御膳松交番（和歌山市北島453番地3）
- 北島交番（和歌山市福島652番地7）
- 延時交番（和歌山市延時147番地5）
- 楠見交番（和歌山市大谷224番地9）
- 木ノ本交番（和歌山市木ノ本386番地1）
- 西庄交番（和歌山市西庄350番地4）
- 藤戸交番（和歌山市中578番地1）

## 駐在所
（ ）の中は所在地
- 加太駐在所（和歌山市加太1086番地8）